# San Cristóbal (metrostation)
San Cristóbal (métro de Madrid) is een metrostation in het stadsdeel Villaverde van de Spaanse hoofdstad Madrid. Het station werd geopend op 21 april 2007 en wordt bediend door lijn 3 van de metro van Madrid.